# Doin' la bamba
Doin' la bamba is een lied van Pussycat. Het verscheen in 1980 op een single en is afkomstig van de elpee Simply to be with you (1980). Er werd zowel een 7" single als 12" maxisingle uitgebracht. Paul Natte was de arrangeur en Eddy Hilberts de producent. Op de B-kant van de single staat het nummer On the corner of my life.
Beide nummers zijn geschreven door Werner Theunissen. In 2012 bracht de leadzangeres van de band, Toni Willé, als solozangeres nogmaals een versie uit op een single.
Het lied gaat over het dansen van de bamba na een zware werkweek in een Mexicaans dorp. De bamba is een Mexicaanse dans waarover Ritchie Valens ook in zijn lied La Bamba (1958) zong.

## Hitnoteringen
| Doin' la bamba in de Nederlandse Top 40 van 19-07-1980 t/m 13-09-1980 | Doin' la bamba in de Nederlandse Top 40 van 19-07-1980 t/m 13-09-1980 | Doin' la bamba in de Nederlandse Top 40 van 19-07-1980 t/m 13-09-1980 | Doin' la bamba in de Nederlandse Top 40 van 19-07-1980 t/m 13-09-1980 | Doin' la bamba in de Nederlandse Top 40 van 19-07-1980 t/m 13-09-1980 | Doin' la bamba in de Nederlandse Top 40 van 19-07-1980 t/m 13-09-1980 | Doin' la bamba in de Nederlandse Top 40 van 19-07-1980 t/m 13-09-1980 | Doin' la bamba in de Nederlandse Top 40 van 19-07-1980 t/m 13-09-1980 | Doin' la bamba in de Nederlandse Top 40 van 19-07-1980 t/m 13-09-1980 | Doin' la bamba in de Nederlandse Top 40 van 19-07-1980 t/m 13-09-1980 | Doin' la bamba in de Nederlandse Top 40 van 19-07-1980 t/m 13-09-1980 |
| Week                                                                  | 1                                                                     | 2                                                                     | 3                                                                     | 4                                                                     | 5                                                                     | 6                                                                     | 7                                                                     | 8                                                                     | 9                                                                     |                                                                       |
| --------------------------------------------------------------------- | --------------------------------------------------------------------- | --------------------------------------------------------------------- | --------------------------------------------------------------------- | --------------------------------------------------------------------- | --------------------------------------------------------------------- | --------------------------------------------------------------------- | --------------------------------------------------------------------- | --------------------------------------------------------------------- | --------------------------------------------------------------------- | --------------------------------------------------------------------- |
| Positie                                                               | 25                                                                    | 16                                                                    | 11                                                                    | 7                                                                     | 6                                                                     | 7                                                                     | 11                                                                    | 22                                                                    | 33                                                                    | uit                                                                   |

| Doin' la bamba in de Nationale Hitparade van 02-08-1980 t/m 20-09-1980 | Doin' la bamba in de Nationale Hitparade van 02-08-1980 t/m 20-09-1980 | Doin' la bamba in de Nationale Hitparade van 02-08-1980 t/m 20-09-1980 | Doin' la bamba in de Nationale Hitparade van 02-08-1980 t/m 20-09-1980 | Doin' la bamba in de Nationale Hitparade van 02-08-1980 t/m 20-09-1980 | Doin' la bamba in de Nationale Hitparade van 02-08-1980 t/m 20-09-1980 | Doin' la bamba in de Nationale Hitparade van 02-08-1980 t/m 20-09-1980 | Doin' la bamba in de Nationale Hitparade van 02-08-1980 t/m 20-09-1980 | Doin' la bamba in de Nationale Hitparade van 02-08-1980 t/m 20-09-1980 | Doin' la bamba in de Nationale Hitparade van 02-08-1980 t/m 20-09-1980 |
| Week                                                                   | 1                                                                      | 2                                                                      | 3                                                                      | 4                                                                      | 5                                                                      | 6                                                                      | 7                                                                      | 8                                                                      |                                                                        |
| ---------------------------------------------------------------------- | ---------------------------------------------------------------------- | ---------------------------------------------------------------------- | ---------------------------------------------------------------------- | ---------------------------------------------------------------------- | ---------------------------------------------------------------------- | ---------------------------------------------------------------------- | ---------------------------------------------------------------------- | ---------------------------------------------------------------------- | ---------------------------------------------------------------------- |
| Positie                                                                | 12                                                                     | 4                                                                      | 5                                                                      | 7                                                                      | 10                                                                     | 20                                                                     | 20                                                                     | 40                                                                     | uit                                                                    |

| Doin' la bamba in de Vlaamse Ultratop 30 van 09-08-1980 t/m 13-09-1980 | Doin' la bamba in de Vlaamse Ultratop 30 van 09-08-1980 t/m 13-09-1980 | Doin' la bamba in de Vlaamse Ultratop 30 van 09-08-1980 t/m 13-09-1980 | Doin' la bamba in de Vlaamse Ultratop 30 van 09-08-1980 t/m 13-09-1980 | Doin' la bamba in de Vlaamse Ultratop 30 van 09-08-1980 t/m 13-09-1980 | Doin' la bamba in de Vlaamse Ultratop 30 van 09-08-1980 t/m 13-09-1980 | Doin' la bamba in de Vlaamse Ultratop 30 van 09-08-1980 t/m 13-09-1980 | Doin' la bamba in de Vlaamse Ultratop 30 van 09-08-1980 t/m 13-09-1980 |
| Week                                                                   | 1                                                                      | 2                                                                      | 3                                                                      | 4                                                                      | 5                                                                      | 6                                                                      |                                                                        |
| ---------------------------------------------------------------------- | ---------------------------------------------------------------------- | ---------------------------------------------------------------------- | ---------------------------------------------------------------------- | ---------------------------------------------------------------------- | ---------------------------------------------------------------------- | ---------------------------------------------------------------------- | ---------------------------------------------------------------------- |
| Positie                                                                | 24                                                                     | 17                                                                     | 17                                                                     | 15                                                                     | 18                                                                     | 22                                                                     | uit                                                                    |

| Doin' la bamba in de Vlaamse BRT Top 30 van 09-08-1980 t/m 20-09-1980 | Doin' la bamba in de Vlaamse BRT Top 30 van 09-08-1980 t/m 20-09-1980 | Doin' la bamba in de Vlaamse BRT Top 30 van 09-08-1980 t/m 20-09-1980 | Doin' la bamba in de Vlaamse BRT Top 30 van 09-08-1980 t/m 20-09-1980 | Doin' la bamba in de Vlaamse BRT Top 30 van 09-08-1980 t/m 20-09-1980 | Doin' la bamba in de Vlaamse BRT Top 30 van 09-08-1980 t/m 20-09-1980 | Doin' la bamba in de Vlaamse BRT Top 30 van 09-08-1980 t/m 20-09-1980 | Doin' la bamba in de Vlaamse BRT Top 30 van 09-08-1980 t/m 20-09-1980 | Doin' la bamba in de Vlaamse BRT Top 30 van 09-08-1980 t/m 20-09-1980 |
| Week                                                                  | 1                                                                     | 2                                                                     | 3                                                                     | 4                                                                     | 5                                                                     | 6                                                                     | 7                                                                     |                                                                       |
| --------------------------------------------------------------------- | --------------------------------------------------------------------- | --------------------------------------------------------------------- | --------------------------------------------------------------------- | --------------------------------------------------------------------- | --------------------------------------------------------------------- | --------------------------------------------------------------------- | --------------------------------------------------------------------- | --------------------------------------------------------------------- |
| Positie:                                                              | 15                                                                    | 22                                                                    | 10                                                                    | 30                                                                    | 13                                                                    | 20                                                                    | 22                                                                    | uit                                                                   |